# Tehnologija
Tehnologija vključuje uporabo teoretičnih znanj in idej za ustvarjanje rešitev, ki se lahko večkrat uporabijo za doseganje praktičnih rezultatov. Pojem tehnologija se nanaša tudi na same izdelke, ki so rezultat uporabe teh znanj.. Ti izdelki so lahko fizični, kot so stroji ali orodja in neopredmeteni, kot je programska oprema. Tehnologija igra ključno vlogo v znanosti, tehniki in vsakdanjem življenju.
Razvoj tehnologije je povzročil velike spremembe v družbi. Najstarejša tehnologija, ki jo poznamo,so kamnita orodja, ki so jih uporabljali ljudje v prazgodovini. Kasneje so se naučili nadzorovati ogenj, kar je imelo pomembne posledice za razvoj človeških možganov in jezika v ledeni dobi. Izum kolesa v bronasti dobi je omogočil potovanja na daljše razdalje in ustvarjanje bolj zapletenih strojev. Novejši tehnološki izumi, kot so tiskarski stroj, telefon in internet, so olajšale komunikacijo in prispevale k razvoju gospodarstva znanja.
Tehnologija ima lahko, kljub temu da spodbuja gospodarski razvoj in izboljšuje kakovost življenja, tudi negativne posledice, kot so onesnaženje okolja in izčrpavanje naravnih virov. Povzroča lahko družbene probleme, kot je tehnološka brezposelnost zaradi avtomatizacije. Zaradi teh negativnih vplivov potekajo stalne filozofske in politične razprave o vlogi in uporabi tehnologije, etiki tehnologije in kako zmanjšati njene škodljive učinke.

## Etimologija
Beseda tehnologija izvira iz začetek 17. stoletja in je prvotno pomenil "sistematična obravnava" (iz grščine Τεχνολογία, iz grško τέχνη, latinizirano: tékhnē, dob. 'umetnost, rokodelstvo' in -λογία, 'študij, znanje'). Pred pojavom izraza tehnologija so stari Grki uporabljali besedo tékhnē, ki je pomenila "znanje o tem, kako izdelovati stvari". To znanje je vključevalo različne dejavnosti, vključno z arhitekturo.
V 19. stoletju so na evropski celini začeli uporabljati nemško besedo technik in francosko besedo technique za opis načinov izvajanja različnih dejavnosti, ki so vključevale vse tehnične umetnosti, kot so ples, navigacija ali tiskanje, ne glede na to, ali so zahtevale uporabo orodij ali instrumentov. V tistem času je izraz Technologie (nemško in francosko) označeval bodisi akademsko disciplino, ki je preučevala "metode umetnosti in obrti", bodisi na politično disciplino, "ki je bila namenjena urejanju zakonodaje o funkcijah umetnosti in obrti." Ker v angleščini ni bilo razlikovanja med izrazoma Technik in Technologie, so oba prevajali kot technology. Izraz je bil najprej v angleščini redko uporabljen in se je večinoma nanašal na akademsko disciplino, kot je to v Massachusetts Institute of Technology (Massachusettski inštitut za tehnologijo).
V 20. stoletju je zaradi znanstvenega napredka in druge industrijske revolucije tehnologija prenehala veljati za ločeno akademsko disciplino in je prevzela današnji pomen: sistematična uporaba znanja za praktične namene.
V slovenščini imata besedi tehnika in tehnologija različne pomene, vendar sta tesno povezani. 
- Tehnika se nanaša na namerno in premišljeno spreminjanje naravnega sveta v umetno človeško okolje. Vključuje uporabo orodij, veščin, materialov, energije in drugih metod za izvedbo specifičnih aktivnosti ali nalog. Tehnika zajema vse naprave, objekte, postopke in procese, ki so namenjeni spreminjanju okolja. Predstavlja področje človeških izkušenj, spretnosti in znanja, ki omogočajo oblikovanje okolja, ki ustreza človekovim materialnim in duhovnim potrebam.[11]
- Tehnologija vključuje znanstveni razlago in obravnavo naprav, objektov, postopkov in procesov. Uporablja se v različnih področjih, kot so znanost, inženiring, management in druge človeške dejavnosti ter zajema tako tehnične kot znanstvene discipline. Vključuje uporabo strojev, orodij, metod, tehnik, organizacijskih sistemov in znanja. Tehnologija je širši koncept, ki zajema vse sposobnosti za izdelavo, uporabo in delovanje uporabnih stvari, in je v bistvu znanost o tehniki.[12]

## Zgodovina

### Prazgodovina
Orodja so sprva razvili hominidi s pomočjo opazovanja ter s poskusi in učenjem na napakah. Približno pred dvema milijonoma let so se naučili izdelovati prva kamnita orodja tako, da so udarjali po prodniku in odbijali koščke ter tako oblikovali ročno sekiro. Približno pred 75 tisoč leti so hominidi izboljšali tehniko izdelave kamnitih orodij z uporabo tehnike luščenja pod pritiskom, kar je omogočilo natančnejše oblikovanje orodij.
Charles Darwin je menil, da je odkritje ognja »eno najpomembnejših odkritij v človeški zgodovini«. Različni dokazi, vključno z arheološkimi najdbami, spremembami v prehrani in družbenimi praksami, kažejo na to, da so ljudje uporabljali ogenj neprekinjeno že pred vsaj 1,5 milijona let. Ogenj, ki so ga kurili z lesom in ogljem, je omogočil zgodnjim ljudem kuhanje hrane. To je izboljšalo prebavljivost hrane, povečalo njeno hranilno vrednost in omogočilo uživanje večjega števila različnih vrst hrane. Glede na hipotezo o kuhanju je menil, da naj bi sposobnost kuhanja hrane prispevala k povečanju velikosti možganov hominidov. Vendar nekateri raziskovalci menijo, da za to ni dovolj trdnih dokazov. Arheološki dokazi kažejo, da so ljudje uporabljali ognjišča že pred 790 tisoč leti; raziskovalci verjamejo, da je to verjetno prispevala k večji socializaciji in morda tudi k razvoju jezika.
Poleg kamnitih orodij in ognja so ljudje v paleolitiku razvili tudi tehnologije za izdelavo oblačil in gradnjo zatočišč. Arheologi se ne strinjajo glede natančnega časa nastanka teh tehnologij, vendar pa so našli dokaze, da so ljudje nosili oblačila pred 90-120 tisoč leti in gradili zatočišča pred 450 tisoč leti. Sčasoma so ljudje izboljšali svoja bivališča, ki so postajala bolj napredna in kompleksna. Že pred 380 tisoč leti so ljudje gradili začasne lesene kolibe. Izdelovali so oblačila iz kož in krzna živali, ki so jih ulovili, kar jim je omogočilo, da so se širili na hladnejša območja. Migracije iz Afrike so se začele pred približno 200 tisoč leti, sprva v Evrazijo.

### Neolitik
Neolitska revolucija (ali prva poljedelska revolucija) je povzročila hitrejši razvoj novih tehnologij in povečanje kompleksnosti družbe. Velik tehnološki napredek v tem obdobju je bil izum glajene kamnite sekire, ki je omogočila obsežno krčenje gozdov in kmetovanje. V neolitiku se je uporaba glajenih kamnitih sekir močno povečala, čeprav so jih na nekaterih območjih, na primer na Irskem, uporabljali že v mezolitiku. Z razvojem kmetijstva so ljudje lahko prehranili večje skupine ljudi. Ko so se naselili na enem mestu je, so lahko imeli več otrok, saj dojenčkov nomadom ni bilo več treba nositi s seboj. Poleg tega so lahko otroci pomagali pri delu na poljih, kar je bilo lažje kot sodelovanje pri lovu in nabiranju, kar je bilo bolj značilno za način življenja lovcev in nabiralcev.
Ko se je povečalo število prebivalcev in delovne sile, je prišlo do večje specializacije delovne sile. Ni natančno znano, kaj je sprožilo prehod od zgodnjih neolitskih vasi do prvih mest, kot je Uruk, in prvih civilizacij, kot je Sumerija; vendar se domneva, da je pomembno vlogo odigral pojav vedno bolj hierarhičnih družbenih struktur in specializiranega dela, trgovine in vojn med sosednjimi kulturami. Zaradi potreb po namakanju in drugih okoljskih izzivov so se ljudje morali združiti in sodelovati.
Izum pisave je imel velik vpliv na človeško družbo. Omogočala je širjenje kulturnega znanja, kar je oblikovalo temelje za zgodovino, knjižnice, šole in znanstvena raziskovanja.
Z razvojem tehnologij, kot so peči in mehovi, so ljudje prvič lahko talili in oblikovali kovine, kot so zlato, baker, srebro in svinec – kovine, ki jih v naravi najdemo v relativno čisti obliki. Ljudje so hitro spoznali, da so bakrena orodja boljša od kamnitih, kostnih in lesenih. Zato so verjetno začeli uporabljati naravni baker že na začetku neolitika, pred približno 10 tisoč leti. Čeprav se naravni baker ne pojavlja v velikih količinah, so bakrove rude precej pogoste in nekatere od njih pri gorenju v lesu ali oglju zlahka proizvedejo kovino. Z razvojem tehnologije obdelave kovin so ljudje odkrili zlitine, kot sta bron in medenina, približno 4.000 let pr. n. št. Prva uporaba zlitin železa, kot je jeklo, se je začela okoli leta 1.800 pr. n. št.

### Antika
Ko so ljudje spoznali, kako uporabljati ogenj, so začeli raziskovati in uporabljati tudi druge vire energije, kot sta veter in voda. Prva znana uporaba vetrne energije je bila jadrnica. Najstarejši zapis o ladji z jadrom izvira iz časa okoli 7.000 pr. n. št. in opisuje ladjo na Nilu. Egipčani so že v prazgodovini izkoriščali vsakoletno poplavljanje Nila za namakanje svojih polj. Sčasoma so razvili namakalne kanale in zbiralnike za boljši nadzor in upravljanje s poplavnimi vodami. Stari Sumerci v Mezopotamiji so za namakanje uporabljali zapleten sistem kanalov in nasipov za preusmerjanje vode iz Tigrisa in Evfrata.
Arheologi ocenjujejo, da so različne kulture neodvisno in približno istočasno izumile kolo. Te kulture so bile v Mezopotamiji, na območju današnjega Iraka, na severnem Kavkazu (majkopska kultura), ter v srednji Evropi. Različni strokovnjaki ocenjujejo, da je bilo kolo izumljeno nekje med 5.500 in 3.000 pr. n. št., vendar se večina strinja, da je to bilo bližje letu 4.000 pr. n. št. Najstarejši znani artefakti, ki vsebujejo risbe vozov s kolesi, so datirani v približno 3.500 pr. n. št. Nedavno so arheologi na Ljubljanskem barju odkrili najstarejše znano leseno kolo na svetu.
Izum kolesa je imel velik vpliv na trgovino in vojskovanje. Ljudje so hitro spoznali, da lahko z vozovi na kolesih prevažajo težke tovore. Stari Sumerci so uporabljali lončarsko vreteno, ki so ga morda tudi sami izumili. Kamnito lončarsko kolo, najdeno v mestu Ur, sega v leto okoli 3.429 pr. n. št. Na istem območju so našli poleg tega še starejše fragmente lončenine, ki so bili izdelani na lončarskem kolesu. Hitra (rotacijska) lončarska kolesa so omogočila množično proizvodnjo lončenih izdelkov, vendar je bila uporaba kolesa za pretvorbo energije, na primer preko vodnih koles, mlinov na veter in celo tekalnih stez, tista inovacija, ki je spremenila uporabo virov energije. Prvi dvokolesni vozovi so bili razviti iz preprostega transportnega sredstva travoisa (sestavljen je bil iz dveh dolgih palic pritrjenih na živali, kot so psi ali konji, ali pa so ga vlekli ljudje) in so bili prvič uporabljeni v Mezopotamiji in Iranu okoli 3000 pr. n. št.
Najstarejše znane zgrajene ceste so bile s kamnom tlakovane ulice mestne države Ur, ki segajo v okoli 4.000 pr. n. št., in lesene ceste skozi močvirja Glastonburyja v Angliji, iz približno istega obdobja  Prva daljša cesta, ki je bila uporabljena okoli 3.500 pr. n. št., je obsegala 2400 km in je povezovala Perzijski zaliv s Sredozemskim morjem, vendar ni bila tlakovana in je bila le delno vzdrževana. Minojci so približno leta 2.000 pr. n. št. na grškem otoku Kreta zgradili 50 km dolgo cesto, ki je vodila od palače Gortyn na južni strani otoka, skozi gore, do palače Knosos na severni strani otoka. Minojska cesta je bila v celoti tlakovana, kar je bila izboljšava v primerjavi s prej zgrajenimi cestami.
V starodavni minojski civilizaciji so bile zasebne hiše opremljene s sistemom za tekočo vodo. V palači na Knososu so arheologi odkrili kopalno kad, ki je po obliki in funkciji zelo podobna modernim kopalnim kadem. Več minojskih zasebnih hiš so imele stranišča, ki so jih lahko splaknili z vodo. Stari Rimljani so zgradili številna javna stranišča, ki so imela sistem splakovanja in so bila povezana v obsežen kanalizacijski sistem.  Glavna kanalizacija v Rimu je bila Cloaca Maxima, ki so jo začeli graditi v 6. stoletju pr. n. št. in je še danes v uporabi.
Stari Rimljani so zgradili napreden sistem akvaduktov, preko katerega so vodo prenašali iz oddaljenih virov do mest in drugih naselij. Prvi rimski akvadukt je bil zgrajen leta 312 pr. n. št.. Enajsti in zadnji starorimski akvadukt je bil zgrajen leta 226 n. št. Skupaj so rimski akvadukti merili več kot 450 km, a večina teh struktur je bila pod zemljo, manj kot 70 km tega je bilo nad zemljo in podprtih z oboki.

### Predmoderna doba
Inovacije so se nadaljevale skozi srednji vek, ena pomembnejših inovacij pa je bila proizvodnje svile, ki se je začela v Aziji in se kasneje razširila v Evropo, ter konjskega komata in podkve. Preproste stroje (kot so vzvod, vijak in škripec) so združevali v bolj kompleksna orodja. Tako so nastale naprave, kot so samokolnice, mlini na veter in ure. V tem obdobju se je razvil tudi sistem univerz, ki so postale središča izobraževanja in širjenja znanstvenih idej. Med pomembnejšimi univerzami, ustanovljenimi v tem obdobju, sta bili univerzi v Oxfordu in Cambridgeu.
Obdobje renesanse je bil čas številnih inovacij, vključno z uvedbo premičnega tiskarskega stroja v Evropi, ki je imel velik vpliv na širjenje znanja. Povečan vpliv znanosti na tehnologijo je povzročil krog, v katerem se znanost in tehnologija medsebojno podpirata in pospešujeta razvoj ena druge.

### Moderna doba
Odkritje parne energije, ki se je začelo v Združenem kraljestvu v 18. stoletju, je sprožilo industrijsko revolucijo. To obdobje je zaznamovalo širok spekter tehnoloških odkritij, zlasti na področju kmetijstva, proizvodnje, rudarstva, metalurgije in transporta ter široka uporaba tovarniškega sistema. Približno stoletje kasneje je sledila druga industrijska revolucija, ki je prinesla hitro napredovanje v znanosti, standardizacijo procesov in množično proizvodnjo izdelkov. Razvite so bile nove tehnologije, kot so kanalizacijski sistemi, elektrika, žarnice, elektromotorji, železnice, avtomobili in letala. Tehnološki napredek v času druge industrijske revolucije je privedel velik napredek v znanstvenih disciplinah, kot so medicina, kemija, fizika in inženirstvo. Poleg tehnološkega napredka so te spremembe prinesle tudi pomembne družbene spremembe z gradnjo nebotičnikov in hitro urbanizacijo. Izumili soi pomembni komunikacijske naprave, kot so telegraf, telefon, radio in televizija.
20. stoletje je prineslo vrsto novosti. V fiziki je odkritje jedrske cepitve vodilo do razvoja jedrskega orožja in jedrske energije. Analogni računalniki so bili prvi računalniki, ki so se uporabljali za obdelavo kompleksnih podatkov. Vakuumske elektronke so omogočile razvoj digitalnih računalnikov, kot je bil ENIAC, vendar pa so bili ti računalniki zelo veliki, kar je onemogočalo široko uporabo. Inovacije v kvantni fiziki so omogočile izum tranzistorja leta 1947, ki je omogočil izdelavo manjših in učinkovitejših računalnikov, kar je omogočilo prehod v digitalno dobo. Razvoj optičnih vlaken in optičnih ojačevalnikov je omogočila preprosto in hitro komunikacijo na dolge razdalje, kar je začetek informacijske dobe in rojstvo interneta. Vesoljska doba se je začela z izstrelitvijo prvega umetnega satelita Sputnika 1, leta 1957, nato pa so sledile misije s posadko na Luno v šestdesetih letih prejšnjega stoletja. Organizirana prizadevanja znanstvenikov za iskanje zunajzemeljske inteligence so vodila do uporabe radioteleskopov za iskanje znakov tehnološke aktivnosti (tehnopodpisi), ki naj bi jih oddajale tuje civilizacije. V medicini so bile uvedene nove diagnostične metode (CT, PET in MRI skeniranje), zdravljenja (kot so dializni aparati, defibrilatorji, srčni spodbujevalniki in številna nova farmacevtska zdravila) in raziskovalne tehnike (kot so kloniranje interferona in mikromreže DNA).
Za izdelavo in vzdrževanje sodobnih tehnologij so potrebne zapletene proizvodne in gradbene tehnike ter organizacije. Pojavile so se posebne vrste gospodarskih panog, ki razvijajo naslednje generacije vse bolj zapletenih orodij. Sodobna tehnologija vse bolj sloni na usposabljanju in izobraževanju – njihovi načrtovalci, graditelji, vzdrževalci in uporabniki pogosto potrebujejo napredna znanja in specifične veščine. Poleg tega so te tehnologije postale tako zapletene, da so se razvila cela področja za njihovo podporo, vključno z inženiringom, medicino in računalniško znanostjo. Tudi druga področja so postala bolj zapletena, kot so gradbeništvo, transport in arhitektura.

## Vpliv
Tehnološke spremembe so glavni dejavnik, ki prispevajo k dolgoročni gospodarsi rasti. Skozi človeško zgodovino je bila omejena razpoložljivost energije glavna omejitev gospodarskega razvoja, nove tehnologije pa so ljudem omogočile znatno povečanje proizvodnje energije. Odkritje ognja je omogočilo uživanje več različnih vrst živil, njihovo prebavo pa fizično manj zahtevno. Ogenj je omogočil tudi taljenje in uporabo kositrnih, bakrenih in železnih orodij, ki so se uporabljala za lov ali obrt. Nato je sledila kmetijska revolucija: ljudem za preživetje ni bilo več treba loviti ali nabirati hrane, začeli so se naseljevati v mestih in oblikovati bolj zapletene družbene strukture z vojskami in bolj organiziranimi oblikami religije.
Tehnološki napredek je izboljšal blaginjo ljudi, udobje in kakovost življenja ter doprinesel k pomembnim izboljšavam v medicini. Kljub pozitivnim učinkom lahko tehnologije povzročijo tudi negativne posledice: porušitev obstoječih družbenih hierarhij, povzročanje onesnaževanja okolja in škodovanje posameznikom ali skupinam.
Zadnja leta so prinesla porast kulturnega pomena družbenih medijev, kar ima potencialne posledice za demokratične procese, ekonomijo in družbo kot celoto. Na začetku je bil internet obravnavan kot »osvobodilna tehnologija«, ki naj bi omogočala širšo dostopnost znanja, izboljšala dostop do izobraževanja in spodbujala demokracijo. Sodobne raziskave so se usmerile k raziskovanju negativnih učinkov interneta, kot so širjenje lažnih informacij, družbena polarizacija, sovražni govor in uporaba interneta za širjenje propagande.
Od 1970-ih so ljudje začeli opozarjati na negativne vplive tehnologije na okolje, kar je privedlo do povečanja naložb v sončno, vetrno in druge oblike čiste energije.

### Socialni vidik

#### Zaposlitve
Tehnološki napredek, ki se je začel z izumom kolesa, je skozi zgodovino omogočil ljudem povečati proizvodnjo in izboljšati gospodarsko učinkovitost. Avtomatizacija je prinesla stroje, ki so nadomestili ljudi na manj plačanih delovnih mestih (na primer v kmetijstvu), vendar se je to kompenziralo z ustvarjanjem novih, bolje plačanih delovnih mest. Raziskave so pokazale, da uvajanje računalnikov ni povzročilo bistvenega povečanja tehnološke brezposelnosti. Ker je umetna inteligenca veliko bolj zmogljiva od računalnikov in se še vedno razvija, ni jasno, ali bo sledila istemu trendu; o tem vprašanju so že obširno razpravljali ekonomisti in oblikovalci politik. Raziskava iz leta 2017 je pokazala, da med ekonomisti ni jasnega soglasja o tem, ali bo umetna inteligenca povzročila povečanje dolgoročne brezposelnosti. Glede na poročilo Svetovnega gospodarskega foruma "The Future of Jobs Report 2020" naj bi umetna inteligenca nadomestila 85 milijonov delovnih mest po vsem svetu in ustvarila 97 milijonov novih delovnih mest do leta 2025. Študija v obdobju od 1990 do 2007, ki jo je v ZDA izvedel ekonomist z MIT Daron Acemoglu, je pokazala, da je uvedba enega robota na vsakih 1.000 delavcev zmanjšala razmerje med zaposlenimi in prebivalstvom za 0,2% (približno 3,3 delavca) in znižal plače za 0,42%. Zaskrbljenost, da bodo tehnologije nadomestile človeško delo, je prisotna že dlje časa. Kot je dejal ameriški predsednik Lyndon Johnson leta 1964 ob podpisu zakona Nacionalne komisije za tehnologijo, avtomatizacijo in gospodarski napredek: »Tehnologija prinaša tako nove priložnosti kot nove obveznosti, priložnost za večjo produktivnost in napredek; prinaša tudi obveznost, da noben delavec, nobena družina ne sme plačati nepravične cene za napredek.«.

#### Varnost
Povečana uporaba tehnologije prinaša s sabo tveganja, povezana z varnostjo podatkov in zasebnostjo uporabnikov. Milijarde ljudi po vsem svetu uporablja različne načine spletnega plačevanja, kot so WeChat Pay, PayPal, Alipay in mnoge druge za prenos denarja in plačevanje storitev. Čeprav so na voljo različni varnostni ukrepi, jih nekateri kriminalci lahko zaobidejo. Marca 2022 je Severna Koreja uporabila Blender.io, mešetarja z virtualnimi valutami, ki omogoča prikrivanje transakcij, da bi oprali več kot 20,5 milijona dolarjev v kriptovalutah in ukradli več kot 600 milijonov dolarjev kriptovalut lastniku igre Axie Infinity. Zaradi tega je Ministrstvo za finance ZDA uvedlo sankcije proti Blender.io, kar je prvi primer sankcij proti storitvi za prikrivanje kriptovalutnih transakcij. Zasebnost, ki jo omogočajo kriptovalute, je pogosto predmet razprav in polemik. Nekateri uporabniki cenijo zasebnost, medtem ko drugi zagovarjajo večjo preglednost in stabilnost.

### Okoljski vidik
Tehnologija ima negativne in pozitivne vplive na okolje: povzroča onesnaževanje, hkrati pa omogoča rešitve za njegovo odpravo, povzroča krčenje gozdov in na drugi strani njihovo obnavljanje. Z napredkom tehnologije se povečuje negativni vpliv na okolje. Povzroča večje izpuste toplogrednih plinov v ozračje, kot sta metan in ogljikov dioksid, kar vodi v učinek tople grede, ki postopoma segreva Zemljo in povzroča globalno segrevanje. Z nadaljnjim razvojem tehnologije se ti negativni vplivi na okolje povečujejo.

#### Onesnaževanje
Onesnaževanje se nanaša na prisotnost škodljivih snovi v okolju, ki lahko povzročajo škodljive učinke na zdravje ljudi, živali in rastlin. Dokazi kažejo, da je bilo onesnaževanje prisotno že v času Inkovskega imperija. Pri taljenju rud so uporabljali talilo svinčevega sulfida. Uporabljali so posebne peči iz gline, ki je gnal veter, ki je med procesom taljenja sproščal svinec v obliki hlapov in delcev v ozračje in se usedal v rečne sedimente.

## Odnos do znanosti in inženirstva
Inženirstvo je ključni proces, s katerim se razvija tehnologija. Pogosto zahteva iskanje učinkovite rešitve, kljub omejenim možnostim. Tehnološki razvoj je »akcijsko usmerjen«, medtem ko znanstveno znanje temelji na razumevanju in pojasnjevanju naravnih pojavov in zakonitosti. Poljski filozof Henryk Skolimowski je to opisal takole: »znanost se ukvarja s tem kar je, tehnologija s tem kar bo.« :375
Obstajajo različna mnenja o tem, ali znanstvena odkritja povzročajo tehnološke inovacije ali obratno. Ker se inovacije pogosto zgodijo na robu znanstvenih znanj, mnoge nove tehnologije niso neposreden rezultat znanstvenih raziskav, temveč so rezultat inženiringa, eksperimentiranja in naključnih odkritij. Na primer, v 1940-ih in 1950-ih, ko je bilo znanje o turbulentnem zgorevanju ali dinamiki tekočin še osnovno, so izumili reaktivne motorje tako, da so »preizkušal napravo do uničenja, nato analizirali, kaj se je pokvarilo [...] in postopek ponovil«. Znanstvene razlage pogosto sledijo tehnološkemu razvoju in znanstveniki šele kasneje pojasnijo, kako in zakaj deluje.  Mnoga odkritja so nastala po naključju, kot na primer odkritje penicilina zaradi naključne kontaminacije v laboratoriju. Po letu 1960 je postala domneva, da bo državno financiranje temeljnih raziskav vodilo do odkritja tržnih tehnologij, manj verodostojna. Nassim Taleb, strokovnjak za verjetnost in tveganje, trdi, da bodo nacionalni raziskovalni programi, ki vključujejo naključje in konveksnost s pogostimi poskusi in napakami, bolj uspešni pri ustvarjanju uporabnih inovacij kot pa tisti, ki so usmerjeni v dosego določenih, vnaprej določenih ciljev.
Kljub temu je sodobna tehnologija vse bolj odvisna od poglobljenega, na specifična področja usmerjena znanstvena znanja. Leta 1975 je bila v ZDA v povprečju ena navedba znanstvene literature na vsake tri podeljene patente; do leta 1989 se je to povečalo na povprečno eno navajanje na patent. Povprečje so zvišali patenti, povezani s farmacevtsko industrijo, kemijo in elektroniko. Analiza iz leta 2021 kaže, da so patenti, ki temeljijo na znanstvenih odkritjih, v povprečju 26% več vredni od enakovrednih patentov, ki ne temeljijo na znanosti.

## Popularna kultura
Odnos človeštva in tehnologije je bil raziskan v znanstvenofantastični literaturi, na primer v delih, kot so Krasni novi svet, Peklenska pomaranča, 1984, v esejih Isaaca Asimova in filmih, kot so Posebno poročilo, Popolni spomin, Gattaca in Izvor. To je povzročilo nastanek distopičnega in futurističnega žanra kiberpank, ki združuje napredno, futuristično tehnologijo z negativnimi scenariji, kjer družba doživlja zlom, distopijo ali propadanje.  Nekateri izmed najbolj znanih del v žanru kiberpanka so roman Williama Gibsona Neuromancer ter filmi, kot sta Iztrebljevalec in Matrica.

## Vrste tehnologij
Obstajajo denimo mehanska tehnologija (vrtanje, struženje, žaganje, brušenje, varjenje, ulivanje, rezkanje, skobljanje itd.), tehnologija materiala, kemijska tehnologija, gradbena tehnologija, biotehnologija, informacijska tehnologija, itd.